# IT-rätt

Licensen Creative Commons Attribution Share-Alike används för det mesta på Wikipedia.

IT-rätt behandlar juridiska frågeställningar som informationsteknologi (IT) har givit upphov till. Som juridiskt ämne sträcker sig IT-rätten över flera traditionella rättsområden, som till exempel avtalsrätt, upphovsrätt, personlig integritet, informations- och yttrandefrihet, straffrätt, förvaltningsrätt och telekommunikationsrätt.
IT-rätt är en del av rättsinformatik (legal informatics) som även omfattar frågeställningen hur IT kan användas som arbetsverktyg för jurister eller som rättsligt styrinstrument. Konkreta exempel på arbetsområden är IT-säkerhet från ett juridiskt perspektiv, informationssökning i linje med en juridisk metod, och personuppgiftsskydd i en digital miljö. Beroende på hur IT införs och används inom en organisation kan rättssäkerheten i samhället både förstärkas och försvagas, vilket leder till behovet av en tvärvetenskaplig analys. En sådan analys görs av bland annat Institutet för rättsinformatik (IRI) vid Stockholms universitet vilket är ett forskningsinstitut som studerar sambandet mellan juridik och informationsteknik.
I Sverige har lagstiftningen behövt finjusteras för att anpassas till internet, men de allra flesta brott har gått att föra över från en fysisk miljö till en digital. Ett hot som förut kom via brev eller telefon skiljer sig inte mot ett hot på nätet.

## Global IT-rätt
Att internet är ett globalt nätverk som inte tar hänsyn till nationsgränser kan göra IT-rätt något snårigt vilket till exempel kan märkas när någon handlar från en webbutik i ett annat land. Inom EU råder dock en förhållandevis enhetlig syn på distanshandel. Internationella överenskommelser mellan länder reglerar vilket lands lag som gäller, och vilket lands domstol som ska användas om någon vill pröva ett fall. Det handlar dels om vilka regler som gäller och dels vart man vänder sig om man vill agera utifrån reglerna.
Många populära webbtjänster som används globalt ägs och administreras av amerikanska bolag, som lyder under amerikansk lag. Vidare kan webbtjänsternas servrar ibland ligga i ett tredje land. Vilka lagar som gäller i sådana situationerna råder det oenighet kring. Den europeiska dataskyddsförordningen GDPR påverkar exempelvis även länder utanför EU – eftersom GDPR ska skydda EU-medborgarnas data oavsett var den lagras. Exempel på motsatta förhållande finns till exempel när det kommer till att amerikanska myndigheter kan begära ut data från amerikanska molnleverantörers tjänster, även om datan berör européer och ligger på servrar i Europa. Därför Därför finns det flera amerikanska webbplatser som blockerar europeiska besökare och även vissa europeiska organisationer som förbjuder användning av amerikanska molntjänster.
Enskilda plattformar får även skapa egna regelverk. Yttrandefrihet på stora plattformar som till exempel Facebook styrs av regler och användarvillkor som användaren godkänner för att använda plattformen.